# Estación Awai

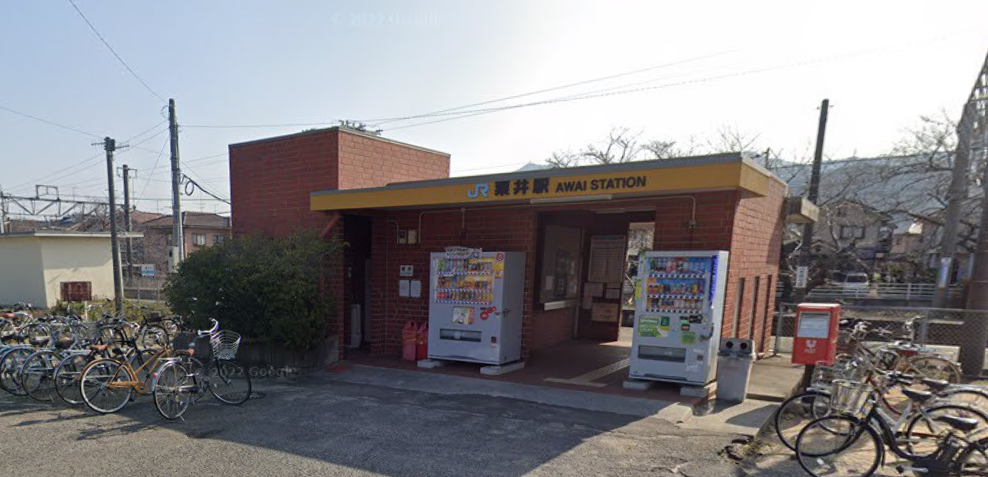
Estación Awai, 2021

La estación Awai (粟井駅 Awai-eki?) es una estación de la línea Yosan de la Japan Railways que se encuentra en la ciudad de Matsuyama de la prefectura de Ehime. El código de estación es el "Y50".

## Alrededores de la estación
- Ruta nacional 196
- Hospital de Hojo (北条病院 Hōjō-byōin?)

## Historia
- 1927: el 3 de abril se inaugura la estación Awai en simultáneo con el tramo de la Línea Yosan que se extiende entre las estaciones de Iyohojo y Matsuyama.
- 1987: el 1° de abril pasa a ser una estación de la división Ferrocarriles de Pasajeros de Shikoku de la Japan Railways.

## Estación anterior y posterior
- Línea Yosan 
  - Estación Yanagihara (Y49)  <<  Estación Awai (Y50)  >>  Estación Koyodai (Y51)